# Tidsresenärens hustru (film)
Tidsresenärens hustru (engelska: The Time Traveler's Wife) är en amerikansk romantisk science fiction-dramafilm från 2009 som bygger på en  boken med samma namn skriven av Audrey Niffenegger 2003. Filmen är regisserad av Robert Schwentke och producerad av New Line Cinema (med Warner Bros. som distributör). De större rollerna i filmen spelas av Rachel McAdams, Eric Bana och Ron Livingston.
Filmen, som spelades in i Toronto samt i grannorten Hamilton under hösten 2007, skulle från början ha haft biopremiär under hösten 2008, men blev uppskjuten, helt utan någon vidare förklaring från dess filmstudio. Den kunde senare släppas för biopremiär i USA av Warner Bros. den 14 augusti 2009.

## Handling
Filmens handling kretsar kring det tidsresande paret Henry DeTamble och Clare Abshire, som efter att ha stött på varandra blir förälskade, trots att Clare tidigare har känt Henry i stort sett hela sitt liv. Efter att paret har gift sig och fått en dotter tillsammans, så börjar även deras tidsresa ta form. Detta komplicerar till en början deras liv, men med tiden så lär de sig att hantera hela situationen vilket bidrar till att berika deras liv och äktenskap.

## Rollista (i urval)
| Rachel McAdams     | – Clare Abshire    |
| Eric Bana          | – Henry DeTamble   |
| Arliss Howard      | – Richard DeTamble |
| Ron Livingston     | – Gomez            |
| Stephen Tobolowsky | – Dr. Kendrick     |
| Michelle Nolden    | – Annette DeTamble |
| Hailey McCann      | – Alba             |